# Tim Schaller (Handballspieler)
Tim Schaller (* 2. April 1999) ist ein deutscher Handballspieler.

## Karriere
Tim Schaller spielte bis 2021 für den Drittligisten SV 64 Zweibrücken. 2021 wechselte er innerhalb der 3. Liga zur HG Oftersheim/Schwetzingen und erhielt zudem ein Zweitspielrecht für den Zweitligisten Eulen Ludwigshafen. In der Saison 2021/22 stand er jedoch nur zweimal im Kader für ein Spiel der 2. Bundesliga und kam dabei nicht zum Einsatz. Für die folgende Saison wechselte er 2022 in das Drittliga-Team der Eulen und erhielt weiterhin ein Zweitspielrecht für das Team in der 2. Bundesliga. Ab der Saison 2023/24 rückte er fest in den Kader auf und unterschrieb seinen ersten Profivertrag.